# 1692
Епоха великих географічних відкриттів •  Перша наукова революція • Річ Посполита •  Запорозька Січ •  Руїна

## Геополітична ситуація
Османську імперію очолює Ахмед II (до 1695). Під владою османського султана перебувають Близький Схід та Єгипет, Середземноморське узбережжя Північної Африки, частина Закавказзя, значні території в Європі: Греція, Болгарія і Сербія. Васалами османів є Волощина та Молдова.
Священна Римська імперія — наймогутніша держава Європи. Її територія охоплює, крім німецьких земель, Угорщину з Хорватією, Трансильванію, Богемію, Північну Італію. Її імператор — Леопольд I Габсбург (до 1705).
На передові позиції в Європі вийшла Франція, на троні якої сидить король-Сонце Людовик XIV (до 1715). Франція має колонії в Північній Америці.
Габсбург Карл II Зачарований є королем Іспанії (до 1700). Йому належать Іспанські Нідерланди, південь Італії, Нова Іспанія, Нова Гранада та Нова Кастилія в Америці, Філіппіни. Королем Португалії є Педру II (до 1706). Португалія має володіння в Бразилії, в Африці, в Індії, в Індійському океані й Індонезії.
Північ Нідерландів займає Республіка Об'єднаних провінцій. Вона має колонії в Північній Америці, Індонезії, на Формозі та на Цейлоні. Король Англії — Вільгельм III Оранський (до 1702). Англія має колонії в Північній Америці, на Карибах та в Індії. Король Данії та Норвегії — Кристіан V (до 1699), король Швеції — Карл XI (до 1697). На Апеннінському півострові незалежні Венеціанська республіка та Папська область. Король Речі Посполитої — Ян III Собеський (до 1696). Формально царями Московії є Іван V (до 1696) та Петро I, фактичну владу за відсутності Петра та байдужості Івана здійснює Наталія Наришкіна.
Україну розділено по Дніпру між Річчю Посполитою та Московією. Діють два гетьмани: Самійло Самусь (польський протекторат) на Правобережжі, Іван Мазепа (московський протекторат) на Лівобережжі. На півдні України існує Запорозька Січ. Існують Кримське ханство, Ногайська орда.
В Ірані правлять Сефевіди.
Значними державами Індостану є Імперія Великих Моголів, в якій править Аурангзеб, Імперія Маратха. В Китаї править Династія Цін. У Японії триває період Едо.

## Події

### В Україні
- Наказним гетьманом Правобережної України призначено Самійла Самуся.
- Кошовим отаманом Війська Запорозького обрано Василя Кузьменка.

### У світі
- Війна Аугсбурзької ліги: англо-нідерландський флот завдав важкої поразки французькому в битві поблизу Барфлера.
- 19 грудня до восьми курфюрстів Священної Римської імперії додався дев'ятий — герцог Арнольд Август Брауншвейг-Каленберзький, що об'єднав герцогства Брауншвейг, Каленберг і Люнебург та Ганновер у Ганноверське курфюрство. Арнольд Август став курфюрстом завдяки шлюбу з Софією Пфальцькою, внучкою англійського короля Якова I з династії Стюартів, і претендентом на англійський престол.
- Штадтгальтером Нідерландів став баварський курфюрст Максиміліан II.
- У місті Салемі в Массачусетсі відбувся процес над салемськими відьмами.
- Іспанці повернулися в Санта-Фе через 12 років після повстання пуебло.
- 8 червня у Мехіко розлючений натовп спалив палац віцекороля й запалив архіви.
- Китайський імператор Сюаньє видав едикт про віротерпимість, яким визнав католицьку церкву, а не тільки єзуїтів.

### Наука і культура
- Христіан Гюйгенс опублікував дослідження трактриси.

## Народились
Дивись також Категорія:Народились 1692
- 22 квітня — Джеймс Стірлінг, шотландський математик

## Померли
Дивись також Категорія:Померли 1692